# Zbiór całkowicie ograniczony
Zbiór całkowicie ograniczony – podzbiór przestrzeni metrycznej, który można pokryć skończenie wieloma kulami o ustalonym promieniu. W szczególności, każdy zwarty podzbiór przestrzeni metrycznej jest całkowicie ograniczony.
W przestrzeniach euklidesowych {\displaystyle \mathbb {R} ^{n}} zbiory ograniczone są całkowicie ograniczone - nie jest to jednak prawdą w przypadku nieskończenie wymiarowych przestrzeni unormowanych.